# Qatar University Stadium
Das Qatar University Stadium (arabisch ملعب جامعة قطر) ist ein Fußballstadion in der katarischen Hauptstadt Doha. Das Stadion soll von aktuell circa 7.000 auf 43.520 Plätze erweitert werden und war als Austragungsort für mehrere Spiele der Fußball-Weltmeisterschaft 2022 vorgesehen. Das Stadion soll von der Universität für mehrere Sportarten genutzt werden. Das Budget soll auf 300 Millionen US-Dollar beruhen.